# 村上信五のだれかおるやろ!
『村上信五のだれかおるやろ!』（むらかみしんごのだれかおるやろ）および『村上信五のだれおる!』（むらかみしんごのだれおる）は、ひかりTVおよびLeminoで2021年10月27日から2024年3月27日まで配信および放送されていたバラエティ番組。村上信五（SUPER EIGHT）の冠番組である。
番組開始から2023年3月22日までは、ひかりTVで『村上信五のだれかおるやろ!』のタイトルで放送されていた。
2021年11月4日（3日深夜）から2022年12月22日（21日深夜）までは、東海テレビで地上波放送を行っていた。

## 概要
本番組は、ゲスト出演者の『なんとかしてほしい!』というお悩み相談を、SUPER EIGHTの村上信五が解決すべく奔走する"全力汗かきドキュメントバラエティ"である。
番組では、村上の「自分がやりたいことを発信したい!」という強い思いから、自ら番組企画にも参加し、自身の豊富な人脈と天才的なコミュニケーション力、発想力から最適・最強の解決人を探し出し、お悩み解決のために"出会いの橋渡し役"となって問題を本気で解決していく。
番組の構成は、1週目が村上と相談者（ゲスト）のトークを放送する「相談編」、2週目が相談者のお悩みを解決すべく村上が全力で汗をかく「解決編」と言う形になっている。
村上は「僕の今までの経験や人脈をフルに生かし、テレビと配信のいいとこ取りのハイブリットな感じの番組になると思います。ゲストの悩みを解決するために全力で取り組みますが、果たしてどのような結果になるのかまったく分かりません」とコメントした。
「村上信五に答えてもらいたい」と言うお悩みを番組公式TwitterのDMで募集し、村上が視聴者の悩みに答えるミニコーナー「#聞いてよ信五」を、ひかりTV限定企画として実施していたが、後述のLeminoでの配信となってからは、本編内および「サイドクリップ」として同企画を実施。
番組開始から2022年12月14日（ひかりTV）・12月22日（21日深夜、東海テレビ）の放送（#56）までは、「ひかりTV制作・東海テレビローカル」として地上波放送及びネット配信を行い、「地上波放送に先駆け、ひかりTVで本番組の最新話のフルバージョンを毎回先行配信」と言う形をとっていた。
2023年1月11日の放送（#58）より、隔週での放送となった。
2023年4月19日（#64）の放送より、番組タイトルを『村上信五のだれおる!』に変更し、配信サイト『Lemino』での配信となった。そのため、同年3月22日（#63）の放送をもって『村上信五のだれかおるやろ!』のタイトルでの放送およびひかりTVでの放送が終了した。尚、ひかりTVで放送されたアーカイブはLeminoでも配信されている。
Leminoでの配信は、2023年以降のひかりTVでの隔週配信とは異なり、毎週配信ではあるがレギュラー放送とサイドクリップを交互に配信されていた。
2024年3月をもって番組が終了し、2021年10月に開始した『だれかおるやろ!』から約2年半の歴史に幕を下ろした。なお、これまで配信された放送回は期限内でのアーカイブ視聴が可能となっている。

## 出演者
- 村上信五（SUPER EIGHT[注 5]） - MC[10]

## 放送リスト
- 「相談内容」は、2週目の解決編で解決した内容のみ記述。
- 「解決者」は、2週目の解決編のみ出演。

### 村上信五のだれかおるやろ!

#### 2021年
| 回 | 放送日   | 放送日        | 相談者         | 編     | 相談内容                                                    | 解決者                                                         | 備考 |
| 回 | ひかりTV | 東海テレビ    | 相談者         | 編     | 相談内容                                                    | 解決者                                                         | 備考 |
| -- | -------- | ------------- | -------------- | ------ | ----------------------------------------------------------- | -------------------------------------------------------------- | ---- |
| 1  | 10月27日 | 11月4日       | 土井レミイ杏利 | 相談編 | 特殊メイクがしたい                                          | 『東京ビジュアルアーツ』学生                                   |      |
| 2  | 11月3日  | 11月11日      | 土井レミイ杏利 | 解決編 | 特殊メイクがしたい                                          | 『東京ビジュアルアーツ』学生                                   |      |
| 3  | 11月10日 | 11月18日      | ヒコロヒー     | 相談編 | 不労所得が欲しい 恋人候補を紹介して欲しい                   | 現役銀行員N 稲川素子、リカヤ（『稲川素子事務所』マネージャー） |      |
| 4  | 11月17日 | 11月25日      | ヒコロヒー     | 解決編 | 不労所得が欲しい 恋人候補を紹介して欲しい                   | 現役銀行員N 稲川素子、リカヤ（『稲川素子事務所』マネージャー） |      |
| 5  | 11月24日 | 12月2日       | 下野紘         | 相談編 | 村上が思う一番美味いたこ焼きを食べたい ピラティスをやりたい | 福田（『銀座ふくよし』店長） 菅原順二（『arancia』代表）       |      |
| 6  | 12月1日  | 12月9日       | 下野紘         | 解決編 | 村上が思う一番美味いたこ焼きを食べたい ピラティスをやりたい | 福田（『銀座ふくよし』店長） 菅原順二（『arancia』代表）       |      |
| 7  | 12月8日  | 12月16日      | 神田愛花       | 相談編 | 一番似合う髪型が知りたい                                    | アプリ『AI STYLIST』開発者 筑波大学教授、稲川素子              |      |
| 8  | 12月15日 | 12月23日      | 神田愛花       | 解決編 | 一番似合う髪型が知りたい                                    | アプリ『AI STYLIST』開発者 筑波大学教授、稲川素子              |      |
| 9  | 12月22日 | 2022年1月13日 | 武井壮         | 相談編 | 不老不死になりたい                                          | （未解決のため無し）                                           |      |

#### 2022年
| 回 | 放送日   | 放送日     | 相談者                                                              | 編                                                                  | 相談内容                                                            | 解決者 | 備考      |
| 回 | ひかりTV | 東海テレビ | 相談者                                                              | 編                                                                  | 相談内容                                                            | 解決者 | 備考      |
| -- | -------- | ---------- | ------------------------------------------------------------------- | ------------------------------------------------------------------- | ------------------------------------------------------------------- | --- | --------- |
| 10 | 1月12日  | 1月20日    | 武井壮                                                              | 解決編                                                              | 不老不死になりたい                                                  | （未解決のため無し）                                                                                         |           |
| 11 | 1月19日  | 1月27日    | 岡田結実                                                            | 相談編                                                              | 色気が欲しい                                                        | 安田章大（関ジャニ∞） 小日向るり子（心理カウンセラー）                                                       |           |
| 12 | 1月26日  | 2月3日     | 岡田結実                                                            | 解決編                                                              | 色気が欲しい                                                        | 安田章大（関ジャニ∞） 小日向るり子（心理カウンセラー）                                                       |           |
| 13 | 2月2日   | 2月17日    | 岡田結実                                                            | 特別編                                                              | 色気が欲しい                                                        | 安田章大（関ジャニ∞） 小日向るり子（心理カウンセラー）                                                       | [ 注 15 ] |
| 14 | 2月16日  | 2月24日    | 井上苑子                                                            | 相談編                                                              | イルカに会いたい                                                    | 『アニタッチみなとみらい』 『八景島シーパラダイス』                                                          |           |
| 15 | 2月23日  | 3月3日     | 井上苑子                                                            | 解決編                                                              | イルカに会いたい                                                    | 『アニタッチみなとみらい』 『八景島シーパラダイス』                                                          |           |
| 16 | 3月2日   | 3月10日    | 島太星（NORD）                                                      | 相談編                                                              | （相談編のため無し）                                                | （相談編のため無し）                                                                                         |           |
| 17 | 3月9日   | 3月24日    | 井上苑子                                                            | スピンオフ                                                          | （スピンオフ企画のため無し）                                        | （スピンオフ企画のため無し）                                                                                 | [ 注 16 ] |
| 18 | 3月16日  | 3月31日    | 大久保佳代子（オアシズ）                                            | 相談編                                                              | 愛犬をダイエットさせたい                                            | 鹿野正顕（『日本ペットドッグトレーナーズ協会』理事長）                                                       |           |
| 19 | 3月23日  | 4月7日     | 大久保佳代子（オアシズ）                                            | 解決編                                                              | 愛犬をダイエットさせたい                                            | 鹿野正顕（『日本ペットドッグトレーナーズ協会』理事長）                                                       |           |
| 20 | 3月30日  | 4月14日    | 島太星（NORD）                                                      | 解決編                                                              | 絶対にバレないウィッグが欲しい                                      | 『バイオテック』 『山田かつら』                                                                              |           |
| 21 | 4月6日   | 4月21日    | 朝日奈央                                                            | 相談編                                                              | おいしいお米が食べたい                                              | 西島豊造 |           |
| 22 | 4月13日  | 4月28日    | 朝日奈央                                                            | 解決編                                                              | おいしいお米が食べたい                                              | 西島豊造 |           |
| 23 | 4月20日  | 5月5日     | 神田愛花、下野紘 ヒコロヒー、武井壮                                 | スピンオフ                                                          | （スピンオフ企画のため無し）                                        | （スピンオフ企画のため無し）                                                                                 | [ 注 17 ] |
| 24 | 4月27日  | 5月12日    | オカダ・カズチカ                                                    | 相談編                                                              | ホームランが打ちたい                                                | 田野倉利男、五十嵐亮太                                                                                       |           |
| 25 | 5月4日   | 5月19日    | オカダ・カズチカ                                                    | 解決編                                                              | ホームランが打ちたい                                                | 田野倉利男、五十嵐亮太                                                                                       |           |
| 26 | 5月18日  | 5月26日    | YOU                                                                 | 相談編                                                              | 最新のお墓が見たい 散骨のルールが知りたい                           | 『新宿瑠璃光院 白蓮華堂』 吉川（お墓ディレクター）                                                           |           |
| 27 | 5月25日  | 6月2日     | YOU                                                                 | 解決編                                                              | 最新のお墓が見たい 散骨のルールが知りたい                           | 『新宿瑠璃光院 白蓮華堂』 吉川（お墓ディレクター）                                                           |           |
| 28 | 6月1日   | 6月9日     | 大久保嘉人                                                          | 相談編                                                              | （相談編のため無し）                                                | （相談編のため無し）                                                                                         |           |
| 29 | 6月8日   | 6月16日    | 高田夏帆                                                            | 相談編                                                              | 人間ドックをやりたい 喉が枯れやすい                                 | 『八王子クリニック新町』 『新宿ボイスクリニック』                                                            |           |
| 30 | 6月15日  | 6月23日    | 高田夏帆                                                            | 解決編                                                              | 人間ドックをやりたい 喉が枯れやすい                                 | 『八王子クリニック新町』 『新宿ボイスクリニック』                                                            |           |
| 31 | 6月22日  | 6月30日    | 大久保嘉人                                                          | 解決編                                                              | タレントとして輝きたい                                              | 無し | [ 注 19 ] |
| 32 | 6月29日  | 7月7日     | 大久保嘉人                                                          | 解決編                                                              | タレントとして輝きたい                                              | 與那嶺茂人（足つぼマッサージ師）                                                                             | [ 注 19 ] |
| 33 | 7月6日   | 7月14日    | 山之内すず                                                          | 相談編                                                              | （相談編のため無し）                                                | （相談編のため無し）                                                                                         |           |
| 34 | 7月13日  | 7月21日    | 森田哲矢（さらば青春の光）                                          | 相談編                                                              | マイナースポーツで日本代表になりたい                                | 渡邊史郎（『マイナー競技認知度爆上祭』主催） 河原塚達樹（『クッブ』日本代表） 藤原昂亮（『YOU.FO』日本代表） |           |
| 35 | 7月20日  | 7月28日    | 森田哲矢（さらば青春の光）                                          | 解決編                                                              | マイナースポーツで日本代表になりたい                                | 渡邊史郎（『マイナー競技認知度爆上祭』主催） 河原塚達樹（『クッブ』日本代表） 藤原昂亮（『YOU.FO』日本代表） |           |
| 36 | 7月27日  | 8月4日     | 山之内すず                                                          | 解決編                                                              | ゴルフがやりたい                                                    | 遠山健太（スポーツトレーナー） 宮里聖志                                                                      |           |
| 37 | 8月3日   | 8月11日    | ゆうちゃみ                                                          | 相談編                                                              | （相談編のため無し）                                                | （相談編のため無し）                                                                                         |           |
| 38 | 8月10日  | 8月18日    | 市川美織                                                            | 相談編                                                              | （相談編のため無し）                                                | （相談編のため無し）                                                                                         |           |
| 39 | 8月17日  | 8月25日    | （未公開シーンの放送） 第16、35回の相談者・相談内容・解決者         | （未公開シーンの放送） 第16、35回の相談者・相談内容・解決者         | （未公開シーンの放送） 第16、35回の相談者・相談内容・解決者         | （未公開シーンの放送） 第16、35回の相談者・相談内容・解決者                                                  | [ 注 20 ] |
| 40 | 8月24日  | 9月1日     | 田畑智子                                                            | 相談編                                                              | （相談編のため無し）                                                | （相談編のため無し）                                                                                         |           |
| 41 | 8月31日  | 9月8日     | ゆうちゃみ                                                          | 解決編                                                              | 料理を頑張りたい                                                    | 丸山隆平（関ジャニ∞）                                                                                        |           |
| 42 | 9月7日   | 9月15日    | ゆうちゃみ                                                          | 特別編                                                              | 料理を頑張りたい                                                    | 丸山隆平（関ジャニ∞）                                                                                        | [ 注 21 ] |
| 43 | 9月14日  | 9月22日    | 市川美織                                                            | 解決編                                                              | 自分に合うサイズの服を作りたい 自分に合う枕が欲しい                 | 『東京デザイナー学院』学生 『西川』、高栖（スリープマスター）                                                |           |
| 44 | 9月21日  | 9月29日    | 井上咲楽                                                            | 相談編                                                              | （相談編のため無し）                                                | （相談編のため無し）                                                                                         |           |
| 45 | 9月28日  | 10月6日    | 朝日奈央                                                            | 解決編                                                              | 一番のファンに会いたい                                              | 朝日のファン3人                                                                                              |           |
| 46 | 10月5日  | 10月13日   | 朝日奈央                                                            | 解決編                                                              | 一番のファンに会いたい                                              | 朝日のファン3人                                                                                              |           |
| 47 | 10月12日 | 10月20日   | 田畑智子                                                            | 解決編                                                              | 若者の流行りを知りたい                                              | ゆいちゃみ、ゆうちゃみ                                                                                       |           |
| 48 | 10月19日 | 10月27日   | 岡田圭右（ますだおかだ）                                            | 相談編                                                              | （相談編のため無し）                                                | （相談編のため無し）                                                                                         |           |
| 49 | 10月26日 | 11月3日    | 丸山桂里奈                                                          | 相談編                                                              | （相談編のため無し）                                                | （相談編のため無し）                                                                                         |           |
| 50 | 11月2日  | 11月10日   | （未公開シーンの放送） 第28、33、37、43回の相談者・相談内容・解決者 | （未公開シーンの放送） 第28、33、37、43回の相談者・相談内容・解決者 | （未公開シーンの放送） 第28、33、37、43回の相談者・相談内容・解決者 | （未公開シーンの放送） 第28、33、37、43回の相談者・相談内容・解決者                                          | [ 注 24 ] |
| 51 | 11月9日  | 11月17日   | 大沢あかね                                                          | 相談編                                                              | （相談編のため無し）                                                | （相談編のため無し）                                                                                         |           |
| 52 | 11月16日 | 12月1日    | 岡田圭右（ますだおかだ）                                            | 解決編                                                              | 『ミサイル7-7-6D』を打ちたい 星座ギャグを考えて欲しい               | 佐藤充（『株式会社JAC-IN』代表取締役）                                                                       |           |
| 53 | 11月23日 | 12月8日    | 井上咲楽                                                            | 解決編                                                              | オナラのニオイを改善したい                                          | 桐村里紗（内科医）、加勢田千尋（管理栄養士） 松本捺美（ヨガインストラクター）                                |           |
| 54 | 11月30日 | 放送無し   | 薄幸（納言）                                                        | 相談編                                                              | （相談編のため無し）                                                | （相談編のため無し）                                                                                         |           |
| 55 | 12月7日  | 12月15日   | 大沢あかね                                                          | 解決編                                                              | 令和に華を咲かせたい                                                | 中島侑子（『TOKYOインフルエンサーアカデミー』主宰） 森重健（バグパイプ奏者）                                 |           |
| 56 | 12月14日 | 12月22日   | 丸山桂里奈                                                          | 解決編                                                              | 最新の防災グッズを知りたい                                          | 高荷智也（防災アドバイザー）                                                                                 |           |
| 57 | 12月21日 | 放送無し   | 薄幸（納言）                                                        | 解決編                                                              | 100万円を使いたい                                                   | 旅行電子雑誌『旅色』                                                                                         |           |

#### 2023年（ひかりTV）
| 回 | 放送日  | 相談者                                                                    | 編                                                                        | 相談内容                                                                     | 解決者 | 備考      |
| -- | ------- | ------------------------------------------------------------------------- | ------------------------------------------------------------------------- | ---------------------------------------------------------------------------- | --- | --------- |
| 58 | 1月11日 | 薄幸（納言） 安部紀克（納言）                                             | 解決編                                                                    | 相方の安部をなんとかしたい                                                   | ゆうちゃみ |           |
| 59 | 1月25日 | シュウペイ（ぺこぱ）                                                      | 相談編                                                                    | （相談編のため無し）                                                         | （相談編のため無し） |           |
| 60 | 2月8日  | カンニング竹山                                                            | 相談編                                                                    | （相談編のため無し）                                                         | （相談編のため無し） |           |
| 61 | 2月22日 | （未公開シーンの放送） 第6、7、22、43、48、49回の相談者・相談内容・解決者 | （未公開シーンの放送） 第6、7、22、43、48、49回の相談者・相談内容・解決者 | （未公開シーンの放送） 第6、7、22、43、48、49回の相談者・相談内容・解決者    | （未公開シーンの放送） 第6、7、22、43、48、49回の相談者・相談内容・解決者                                                       |           |
| 62 | 3月8日  | シュウペイ（ぺこぱ）                                                      | 解決編                                                                    | 大使になりたい                                                               | 神谷百（横浜スカーフ親善大使） 朝倉彩（奥久慈大子大使） ジョージ・ダフニス（コルフ島オリーブ大使） 漆原順一（横浜市港北区区長） |           |
| 63 | 3月22日 | カンニング竹山                                                            | 解決編                                                                    | 懐かしのスパゲティをもう1回食べたい 中学生の頃に履いていたバッシュを知りたい | 飯島（飯島興業株式会社） 池田（『チロル』元経営者） 武井（『NIKE』コレクター）                                                  | [ 注 29 ] |

### 村上信五のだれおる!

#### 2023年（Lemino）
| 回 | 配信日   | 配信分 | 相談者 | 編 | 相談内容 | 解決者 | 備考      |
| -- | -------- | ------ | --- | --- | --- | --- | --------- |
| 1  | 4月19日  | 49分   | 【特別編：ビッグプロジェクト編】 VTRゲスト：CHAI、TAKATSU-KING                                                                   | 【特別編：ビッグプロジェクト編】 VTRゲスト：CHAI、TAKATSU-KING                                                                   | 【特別編：ビッグプロジェクト編】 VTRゲスト：CHAI、TAKATSU-KING                                                                   | 【特別編：ビッグプロジェクト編】 VTRゲスト：CHAI、TAKATSU-KING                                                                   | [ 注 31 ] |
| 2  | 5月3日   | 50分   | 辰巳雄大（ふぉ〜ゆ〜） | 相談編 | （相談編のため無し） | （相談編のため無し） |           |
| 3  | 5月17日  | 53分   | 【特別編：マイナー競技認知度爆上祭】 八木真澄（サバンナ）、渡邊史郎（『マイナー競技認知度爆上祭』主催） マイナー競技の各選手など | 【特別編：マイナー競技認知度爆上祭】 八木真澄（サバンナ）、渡邊史郎（『マイナー競技認知度爆上祭』主催） マイナー競技の各選手など | 【特別編：マイナー競技認知度爆上祭】 八木真澄（サバンナ）、渡邊史郎（『マイナー競技認知度爆上祭』主催） マイナー競技の各選手など | 【特別編：マイナー競技認知度爆上祭】 八木真澄（サバンナ）、渡邊史郎（『マイナー競技認知度爆上祭』主催） マイナー競技の各選手など |           |
| 4  | 5月31日  | 46分   | 濱口優（よゐこ） | 相談編 | （相談編のため無し） | （相談編のため無し） |           |
| 5  | 6月14日  | 48分   | 【特別編：マイナー競技認知度爆上祭】 八木真澄（サバンナ）、渡邊史郎（『マイナー競技認知度爆上祭』主催） マイナー競技の各選手など | 【特別編：マイナー競技認知度爆上祭】 八木真澄（サバンナ）、渡邊史郎（『マイナー競技認知度爆上祭』主催） マイナー競技の各選手など | 【特別編：マイナー競技認知度爆上祭】 八木真澄（サバンナ）、渡邊史郎（『マイナー競技認知度爆上祭』主催） マイナー競技の各選手など | 【特別編：マイナー競技認知度爆上祭】 八木真澄（サバンナ）、渡邊史郎（『マイナー競技認知度爆上祭』主催） マイナー競技の各選手など |           |
| 6  | 6月28日  | 56分   | 辰巳雄大（ふぉ〜ゆ〜） | 解決編 | 村上に主演ドラマを作ってほしい                                                                                                   | 無し |           |
| 7  | 7月12日  | 47分   | ベッキー | 相談編 | （相談編のため無し） | （相談編のため無し） |           |
| 7  | 7月12日  | 47分   | 辰巳雄大（ふぉ〜ゆ〜） | 解決編 | 思い出のソフトクリームを食べたい ギネス世界記録をとりたい                                                                        | 森川（プロソフトクリーマー） |           |
| 8  | 7月26日  | 52分   | 濱口優（よゐこ） | 解決編 | 方向音痴を改善したい | 北村壮一郎 |           |
| 9  | 8月9日   | 46分   | ベッキー | 解決編 | 他人にエステをしたい | 菊地亜美 矢作明子（日本美容専門学校） 髙橋美智子（JCAキャンドルスタジオ） 景山聖子（JAPAN絵本よみきかせ協会）                    |           |
| 10 | 8月23日  | 48分   | 【特別編：村上信五の感動探し旅in鹿児島】                                                                                         | 【特別編：村上信五の感動探し旅in鹿児島】                                                                                         | 【特別編：村上信五の感動探し旅in鹿児島】                                                                                         | 【特別編：村上信五の感動探し旅in鹿児島】                                                                                         |           |
| 11 | 9月6日   | 48分   | 【特別編：村上信五の感動探し旅in鹿児島】                                                                                         | 【特別編：村上信五の感動探し旅in鹿児島】                                                                                         | 【特別編：村上信五の感動探し旅in鹿児島】                                                                                         | 【特別編：村上信五の感動探し旅in鹿児島】                                                                                         |           |
| 12 | 9月20日  | 46分   | 菊地亜美 | 相談編 | （相談編のため無し） | （相談編のため無し） |           |
| 12 | 9月20日  | 46分   | ベッキー | 解決編 | 段ボールが触れない 鷺沼プールの映像がみたい                                                                                      | 春日雄一郎（府中こころ診療所）                                                                                                   |           |
| 13 | 10月4日  | 47分   | 錦鯉 | 相談編 | 年相応になりたい（渡辺） とにかく痩せたい（長谷川）                                                                              | 佐藤ブゾン貴子（相貌心理学者 / 渡辺） 佐藤健一（日本筋力トレーニング総合研究所 / 長谷川）                                        | [ 注 36 ] |
| 14 | 10月18日 | 48分   | 錦鯉 | 解決編 | 年相応になりたい（渡辺） とにかく痩せたい（長谷川）                                                                              | 佐藤ブゾン貴子（相貌心理学者 / 渡辺） 佐藤健一（日本筋力トレーニング総合研究所 / 長谷川）                                        |           |
| 15 | 11月1日  | 48分   | 横川尚隆 | 相談編 | （相談編のため無し） | （相談編のため無し） |           |
| 15 | 11月1日  | 48分   | 濱口優（よゐこ） | 解決編 | （水族館探索ロケ） | （水族館探索ロケ） |           |
| 16 | 11月15日 | 46分   | 清塚信也 | 相談編 | （相談編のため無し） | （相談編のため無し） |           |
| 17 | 11月29日 | 46分   | 横川尚隆 | 解決編 | 洋服を買いに行けない 自分で背中が洗えない                                                                                        | 五十嵐かほる（パーソナルスタイリスト）                                                                                           |           |
| 18 | 12月13日 | 46分   | 菊地亜美 | 解決編 | 外国人と交流がしたい チョコレートファウンテンにコップをつけて飲みたい                                                            | リカヤ（『稲川素子事務所』マネージャー） 稲川素子事務所（ライヤン、アニータ、セドリッキ）                                        |           |

#### 2024年
| 回     | 配信日  | 配信分 | 相談者 | 編 | 相談内容 | 解決者 | 備考      |
| ------ | ------- | ------ | --- | --- | --- | --- | --------- |
| 19     | 1月10日 | 51分   | 【特別編：村上信五の誕生日企画 前編】 『日本科学未来館』 中野夏海（日本科学未来館 科学コミュニケーター）『杉並サイエンスラボ IMAGINUS』 小林直樹（ゼネラルマネージャー）、ビリー・ドンク（博士）、ナッツ（助手） | 【特別編：村上信五の誕生日企画 前編】 『日本科学未来館』 中野夏海（日本科学未来館 科学コミュニケーター）『杉並サイエンスラボ IMAGINUS』 小林直樹（ゼネラルマネージャー）、ビリー・ドンク（博士）、ナッツ（助手） | 【特別編：村上信五の誕生日企画 前編】 『日本科学未来館』 中野夏海（日本科学未来館 科学コミュニケーター）『杉並サイエンスラボ IMAGINUS』 小林直樹（ゼネラルマネージャー）、ビリー・ドンク（博士）、ナッツ（助手） | 【特別編：村上信五の誕生日企画 前編】 『日本科学未来館』 中野夏海（日本科学未来館 科学コミュニケーター）『杉並サイエンスラボ IMAGINUS』 小林直樹（ゼネラルマネージャー）、ビリー・ドンク（博士）、ナッツ（助手） |           |
| 20     | 1月24日 | 50分   | 【特別編：村上信五の誕生日企画 後編】 『杉並サイエンスラボ IMAGINUS』 小林直樹（ゼネラルマネージャー）『SELECTION 新宿店』 和田弘和『国立科学博物館』 原田光一郎（広報）                                         | 【特別編：村上信五の誕生日企画 後編】 『杉並サイエンスラボ IMAGINUS』 小林直樹（ゼネラルマネージャー）『SELECTION 新宿店』 和田弘和『国立科学博物館』 原田光一郎（広報）                                         | 【特別編：村上信五の誕生日企画 後編】 『杉並サイエンスラボ IMAGINUS』 小林直樹（ゼネラルマネージャー）『SELECTION 新宿店』 和田弘和『国立科学博物館』 原田光一郎（広報）                                         | 【特別編：村上信五の誕生日企画 後編】 『杉並サイエンスラボ IMAGINUS』 小林直樹（ゼネラルマネージャー）『SELECTION 新宿店』 和田弘和『国立科学博物館』 原田光一郎（広報）                                         |           |
| 21     | 2月7日  | 46分   | 【特別編：マイナー競技企画】 八木真澄（サバンナ）、渡邊史郎（『マイナー競技認知度爆上祭』主催） マイナー競技の各選手など                                                                                         | 【特別編：マイナー競技企画】 八木真澄（サバンナ）、渡邊史郎（『マイナー競技認知度爆上祭』主催） マイナー競技の各選手など                                                                                         | 【特別編：マイナー競技企画】 八木真澄（サバンナ）、渡邊史郎（『マイナー競技認知度爆上祭』主催） マイナー競技の各選手など                                                                                         | 【特別編：マイナー競技企画】 八木真澄（サバンナ）、渡邊史郎（『マイナー競技認知度爆上祭』主催） マイナー競技の各選手など                                                                                         |           |
| 22     | 2月21日 | 46分   | ゆうちゃみ | 解決編 | 凝った料理を作りたい | 丸山隆平（SUPER EIGHT） | [ 注 39 ] |
| 23     | 3月6日  | 49分   | 清塚信也 | 解決編 | 村上と仲良くなりたい | 菊地恒雄（日本地名研究所事務局長） 高坂晴耶（高校バスケット部コーチ） 西田力（社会人クラブ選手） |           |
| 24     | 3月20日 | 29分   | 武井壮 | 相談編 | 村上とユニットを組んで歌いたい | （相談編のため無し） |           |
| 25(終) | 3月27日 | 31分   | 【村上信五のだれおる完結編】 〈VTR出演〉 大久保嘉人、島太星（NORD）、錦鯉 〈メッセージ出演〉 藤原昂亮（『YOU.FO』日本代表）                                                                                      | 【村上信五のだれおる完結編】 〈VTR出演〉 大久保嘉人、島太星（NORD）、錦鯉 〈メッセージ出演〉 藤原昂亮（『YOU.FO』日本代表）                                                                                      | 【村上信五のだれおる完結編】 〈VTR出演〉 大久保嘉人、島太星（NORD）、錦鯉 〈メッセージ出演〉 藤原昂亮（『YOU.FO』日本代表）                                                                                      | 【村上信五のだれおる完結編】 〈VTR出演〉 大久保嘉人、島太星（NORD）、錦鯉 〈メッセージ出演〉 藤原昂亮（『YOU.FO』日本代表）                                                                                      |           |

## サイドクリップ

### 2023年（サイドクリップ）
| 回 | 配信日   | 配信分 | 企画                                                                           | 備考      |
| -- | -------- | ------ | ------------------------------------------------------------------------------ | --------- |
| 1  | 4月26日  | 9分    | 聞いてよ信五 聞きたい信五                                                      |           |
| 2  | 5月10日  | 8分    | 未公開トーク（本編#2）                                                         |           |
| 3  | 5月24日  | 13分   | 聞きたい信五                                                                   |           |
| 4  | 6月7日   | 8分    | 聞いてよ信五                                                                   |           |
| 5  | 6月21日  | 7分    | 未公開シーン（本編#5）                                                         |           |
| 6  | 7月5日   | 6分    | 聞きたい信五                                                                   |           |
| 7  | 7月19日  | 10分   | その後の報告SP 〈VTRゲスト〉 シュウペイ（ぺこぱ） 漆原順一（横浜市港北区区長） | [ 注 43 ] |
| 8  | 8月2日   | 9分    | その後の報告SP 〈手紙出演〉 眞柴啓輔（YOU.FO日本代表監督兼選手）               |           |
| 9  | 8月16日  | 10分   | 聞きたい信五                                                                   |           |
| 10 | 8月30日  | 7分    | 未公開トーク（本編#10）                                                        |           |
| 11 | 9月13日  | 8分    | 未公開トーク（本編#11）                                                        |           |
| 12 | 9月27日  | 7分    | 聞いてよ信五                                                                   |           |
| 13 | 10月11日 | 8分    | 鹿児島ロケ反省会                                                               |           |
| 14 | 10月25日 | 7分    | 聞きたい信五                                                                   |           |
| 15 | 11月8日  | 6分    | 聞きたい信五                                                                   |           |
| 16 | 11月22日 | 10分   | 聞いてよ信五                                                                   |           |
| 17 | 12月6日  | 7分    | ハンドウォッシャー制作風景                                                     |           |
| 18 | 12月20日 | 7分    | お買い物風景                                                                   |           |

### 2024年（サイドクリップ）
| 回 | 配信日  | 配信分 | 企画                        | 備考      |
| -- | ------- | ------ | --------------------------- | --------- |
| 19 | 1月17日 | 6分    | 村上信五の誕生日企画 未公開 |           |
| 20 | 1月31日 | 7分    | 村上信五の誕生日企画 未公開 |           |
| 21 | 2月14日 | 6分    | 聞きたい信五                |           |
| 22 | 2月28日 | 6分    | 未公開シーン（本編#22）     |           |
| 23 | 3月13日 | 8分    | 未公開シーン（本編#23）     | [ 注 46 ] |

## テーマソング
だれかおるやろ feat. CHAI
歌 - TAKATSU-KING
作詞・作曲：MANA、KANA
- 村上が扮する謎のラッパー・TAKATSU-KINGによる楽曲。
- 村上と親交のあるCHAIからの楽曲提供であり、フィーチャリングゲストに同バンドが参加している。
- リニューアルした『村上信五のだれおる!』の初回放送で初解禁された。
- 同回では、CHAIによる楽曲提供の経緯や同曲のミュージック・ビデオの制作風景に密着した映像が配信された。

## スタッフ
※『NTTドコモ』所属スタッフは、2022年6月までは『NTTぷらら』所属。
※『ストームレーベルズ』所属スタッフは、2023年12月までは『ジェイ・ストーム』所属。
※本節では便宜上サイドクリップを「SC」と表記する。
- 企画：村上信五
- ナレーション：三福エンターテイメント
- 構成：遠藤昇輝
- CAM：松島大恭[注 49]
- 音効：高津浩史
- ロゴデザイン：長良鮎武
- CG：渡部佳宜
- 編集：酒井広志
- MA：横山圭美
- 技術協力：BullBull、ヌーベルアージュ、東京オフラインセンター
- ディレクター：伊東大吾[注 50]、黒木裕哉、奥田直貴、鈴木最大
- 演出：永田香里[注 51]
- キャスティングプロデューサー：梅野真未、荒井里衣
- プロデューサー：田中智則（NTTドコモ）[注 52]、上田徳浩（NTTドコモ）[注 53]、小杉美幸（NTTドコモ）[注 51]、山森正志（E&W）、尾瀬努（ストームレーベルズ）
- チーフプロデューサー：島本講太（ストームレーベルズ）、角井英之（E&W）
- 制作協力：E&W
- 製作・著作：NTTドコモ[注 54][注 52]、ストームレーベルズ[注 55]

### 過去のスタッフ
- 構成：山田ボールペン[注 56]
- CAM：金子徹[注 56]、細木一哉[注 57]
- MA：直江泰輔[注 56]
- 協力：ジャニーズ事務所[注 58]
- 宣伝プロデューサー：石崎輝（NTTドコモ）[注 59]
- プロデューサー：中務良太（東海テレビ）[注 59]、小杉美幸（NTTドコモ）[注 60]
- 制作協力：東海テレビ[注 59]

## ネット局・配信サイト

### 配信サイト
| 配信サイト | 配信開始日    | 配信日時         | 備考 |
| ---------- | ------------- | ---------------- | ---- |
| Lemino     | 2023年4月19日 | 水曜日 12:00配信 |      |

### 過去のネット局
| 放送対象地域 | 放送局              | 系列           | ネット期間                     | 放送日時                     | ネット状況 | 備考       |
| ------------ | ------------------- | -------------- | ------------------------------ | ---------------------------- | ---------- | ---------- |
| 日本全国     | ひかりTV            | －             | 2021年10月27日 - 2023年3月22日 | 水曜 22:00 - 22:30           | 同時ネット | 【制作局】 |
| 中京広域圏   | 東海テレビ（THK）   | フジテレビ系列 | 2021年11月4日 - 2022年12月22日 | 木曜 1:35 - 2:05（水曜深夜） | 同時ネット | [ 注 62 ]  |
| 広島県       | テレビ新広島（TSS） | フジテレビ系列 | 2022年3月11日 - 6月3日         | 金曜 0:55 - 1:25（木曜深夜） | 遅れネット | [ 注 63 ]  |
| 福岡県       | テレビ西日本（TNC） | フジテレビ系列 | 2022年4月5日 - 9月27日         | 火曜 1:55 - 2:25（月曜深夜） | 遅れネット | [ 注 64 ]  |

### その他の放送
- テレビ静岡（SUT）
  - 2022年2月27日（日曜日）1:50 - 2:50（JST）に、#1と#2を連続して放送[29]。
  - 2022年5月1日（日曜日）2:05 - 3:05（JST）に、#3と#4を連続して放送[30]。
- 関西テレビ（KTV）
  - 2022年3月15日（火曜日）2:42 - 3:12（JST）に、#1を放送[31]。
  - 2022年3月22日（火曜日）2:42 - 3:12（JST）に、#2を放送[32]。
- 仙台放送（OX）
  - 2022年3月24日（木曜日）1:55 - 2:25（JST）に、#1を放送[33]。
  - 2022年3月31日（木曜日）1:25 - 1:55（JST）に、#2を放送[34]。
- テレビ宮崎（UMK）
  - 2022年4月28日（木曜日）14:45 - 15:15（JST）に、#1を放送[35]。
  - 2022年5月1日（日曜日）16:55 - 17:25（JST）に、#2を放送[36]。
  - 2022年5月3日（火曜日）9:55 - 10:25（JST）に、#3を放送[37]。
  - 2022年5月5日（木曜日）9:55 - 10:25（JST）に、#4を放送[38]。